# 我們能 (西班牙)
我们能，也译作我們可以，是西班牙的一个左翼民粹主義政黨，由大學教授巴勃罗·伊格莱西亚斯·图里翁於2014年創立，現为西班牙第三大党。

## 歷史
该党起源于第四国际西班牙支部反资本主义左翼发起的名为“愤怒者运动”的反紧缩政治运动，但該黨並非明确主張社會主義和共產主義的政黨。
在2014年歐洲議會選舉中，縱使只成立了4個月，該黨首次參選並取得5席，共取得8%的選票，而其參選的名單全由初選組成。
2015年12月20日，该党及其盟友在西班牙大选中獲得69個席位，成為西班牙第三大政治势力。